# Мурад Даамі
Мурад Даамі (араб. مراد الدعمي, нар 15 серпня 1962) — туніський футбольний суддя, арбітр ФІФА з 1996 року.

## Кар'єра
Судив наступні міжнародні турніри:
- Чемпіонат світу з футболу: 2002 (один матч)
- Чемпіонат світу з футболу серед молодіжних команд: 1999 (три матчі)
- Чемпіонат світу з футболу серед юнацьких команд: 2005 (один матч)
- Кубок конфедерацій: 2005 (один матч)
- Кубок африканських націй: 2000 (три матчі і фінал), 2002 (два матчі), 2006 (три матчі і фінал)
- Золотий кубок КОНКАКАФ: 1998 (один матч)
- Кубок Короля Хасана II: 1998 (один матч)
- Олімпійські ігри: 2000 (три матчі)

## Скандали
- У 2000 році Мурад Даамі судив фінал Кубка африканських націй в нігерійському Лагосі, який завершився перемогою Камеруну в серії пенальті проти Нігерії. Даамі в серії пенальті помилково не зарахував результативний удар нігерійця Віктора Ікпеби, після якого, згідно з кадрами телевізійної трансляції м'яч потрапив у поперечину і опустився за лінію воріт, і зажадав повторити удар. Помилка Даамі коштувала нігерійцям титулу: Камерун переміг 4:3 в серії пенальті за рахунку 2:2 в основний час[1]. За версією видання Bleacher Report, помилка Мурада Даамі вважається однією з 22 найвідоміших помилок суддів у світовому футболі[2]
- У 2001 році Мурад Даамі був на рік відсторонений від суддівства за спробу вплинути на суддівство фіналу Ліги чемпіонів КАФ 2000 року між ганським клубом «Гартс оф Оук» і туніським клубом «Есперанс», що проходив у Гані на Національному стадіоні Аккри. 17 грудня 2000 року Даамі під час другого матчу на прохання делегації «Есперанса» вирушив до суддівської кімнати і спробував переконати південноафриканського суддю Роббі Вільямса не зупиняти матч через заворушення на стадіоні. «Есперанс» вів з рахунком 1:0 на момент гри при загальному рахунку 2:2 і двох гостьових голах ганського клубу, але матч був на 75-й хвилині зупинений. За спробу втручання в суддівство Даамі отримав дискваліфікацію разом з членами делегації клубу «Есперанс», яку зняли через 9 місяців і включили його в число арбітрів чемпіонату світу 2002 року.